# Rap no Brasil

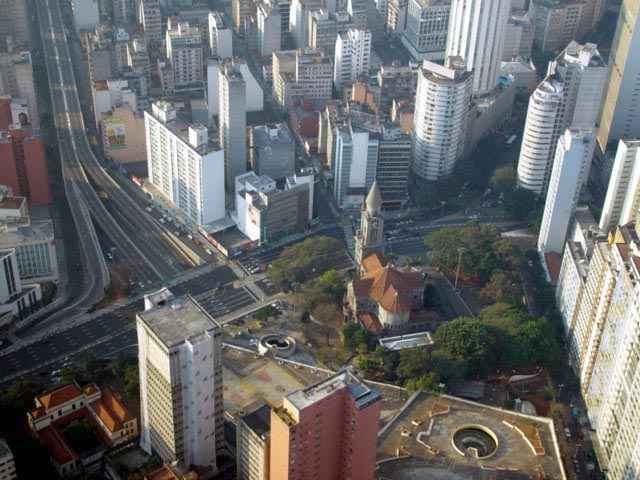
A Praça Roosevelt, localizada em São Paulo abrigou os primeiros rappers do país.

O Rap é um estilo de música que faz parte do movimento Hip-Hop. No Brasil, ele está mais associado a favelas e periferias, e é encontrado na maioria dos estados do Brasil. O estilo em certo tempo foi associado à criminalidade no Brasil, mas com o decorrer dos anos, foi identificado como um estilo forte que associa sentimentos em forma de música.

## História

### Surgimento na década de 1980
Antes mesmo do rap chegar ao Brasil, algumas canções no estilo já tinham sido lançadas. Como possíveis primeiras canções estão, o samba "Deixa isso pra lá" (faixa contida no álbum "Vou de samba com você") de Jair Rodrigues em 1964, "Melô do Tagarela" (1979) de Arnaud Rodrigues e Luís Carlos Miele (paródia de Rapper's Delight de Sugarhill Gang), "Mandamentos Black" (1977), e Melô do Mão Branca" (1980) de Gerson King Combo.
Gerson foi um dos principais expoentes do movimento Black Rio, misturando soul e funk com letras de forte consciência social. Sua obra influenciou gerações, sendo especialmente reverenciada por artistas do rap nacional, que reconhecem nele uma figura pioneira na valorização da identidade negra e na denúncia das desigualdades sociais.

Outros como Rappin Hood, apontam que os repentistas nordestinos seriam os precursores do estilo no país, uma característica comum é a realização de "batalhas" ou "pelejas" entre rimadores.
O Rap chegou ao Brasil no final dos anos 1980, com grupos de periferia que se reuniam na Galeria 24 de maio e na estação São Bento do metrô de São Paulo onde "JR Blaw", padrinho do grupo "Rota de Colisão" que nasce em 1990, uns dos primeiros a defender o Hip Hop na Praça São Bento, lugar onde o movimento punk começava a surgir. Nesta época, as pessoas não aceitavam o rap, pois consideravam este estilo musical como sendo algo violento e tipicamente de periferia.[carece de fontes?] Os primeiros a frequentarem o local foram os dançarinos de breakdance, o principal tipo de dança hip hop.
O dançarino Nelson Triunfo é considerado um dos primeiros dançarinos de breakdance do país. Dentre estes b-boys, muitos acabaram decidindo serem rappers, como são chamados os cantores de rap. Apelidados de "tagarelas", tiveram que se mover para a Praça Roosevelt porque houve uma divisão de grupos para cada um continuar difundindo um pilar da cultura hip hop em cada lugar. Pouco tempo depois, os rappers tornaram-se os principais representantes do movimento no Brasil.
Foi de colaboração essencial para o desenvolvimento do rap no país a apresentação do popular grupo americano Public Enemy, em 1984. Através dele foi apresentado o rap a um número grande de pessoas e começou a se difundir rapidamente entre a periferia dos grandes bairros. Um dos primeiros grupos de breakdance a gravarem um disco foi o "Black Juniors", formado por irmãos da periferia de São Paulo, o grupo foi descoberto por Nelson Triunfo e se inicialmente usava o nome Funk Juniors, o grupo misturava soul e rap e teve um álbum produzido e com canções compostas por Mister Sam, um DJ e produtor argentino.
Em 1987, foi lançada "Kátia Flávia" pelo cantor e ator carioca Fausto Fawcett, considerado o primeiro rap do respectivo estado. O primeiro álbum exclusivo de rap brasileiro que se tem notícia é o "Hip-Hop Cultura de Rua", lançado em 1988 pela gravadora Eldorado e produzida por Nasi e André Jung, ambos integrantes do grupo de rock Ira!. Nele foram apresentados artistas como Thaíde e DJ Hum, MC Jack e Código 13. O destaque ficou por conta de Thaíde, que interpretou os clássicos versos: "Meu nome é Thaíde /Meu corpo é fechado e não aceita revide". As bases do disco eram baseadas em funks americanos e acompanhadas espontaneamente de scratches feitos pelos equipamentos de DJs.
No mesmo ano, a segunda coletânea foi lançada e projetou um dos maiores grupos da história do rap brasileiro, os Racionais MC's. Consciência Black, Vol. I, reuniu oito faixas, dentre elas "Tempos Difíceis" e "Racistas Otários" dos Racionais. Formado por Mano Brown, Edy Rock, Ice Blue e KL Jay, o grupo apresentou para a mídia um rap voltado mais para a desigualdade na periferia e as injustiças sociais com a raça e cor dos membros. Outras compilações da década de 80 foram Ousadia do Rap, da Kaskata's Records, O Som das Ruas, de Chic Show, Situation RAP de FAT Records. A maioria destas gravadoras surgiram de pessoas que organizavam bailes blacks nos anos passados.
Com a mudança na política da capital paulista, foi criada em agosto de 1989 a MH2O, abreviatura de Movimento Organizado de Hip Hop no Brasil, que posteriormente se tornaria uma organização não-governamental e estando presente em quatro das cinco regiões do país. Este movimento organizou a cultura hip hop, dividindo em seus principais pilares e organizando as primeiras oficinas culturais. A MH2O pode ser considerada como a responsável pelo novo tema abordado nos raps, que antes eram feitos com base em piadas e histórias quaisquer.

### 1990-2000: Era de Ouro do Rap brasileiro
Em 1990, os Racionais MC's lançaram o seu trabalho de estreia, intitulado Holocausto Urbano, através da gravadora Zimbabwe Records. Foi lançado em formato de LP e contava - além das duas músicas da coletânea anterior - com "Pânico na Zona Sul", "Hey Boy", "Beco sem Saída" e "Mulheres Vulgares". Racionais ainda lançou Escolha seu Caminho em 1992 e Raio X Brasil, em 1993. Este último foi considerado o marco da propagação do rap na música brasileira, fazendo os Racionais atraírem mais de 10 mil pessoas por show. Tal fato fez o grupo abrir um espetáculo do norte-americano Public Enemy. As músicas "Fim de Semana no Parque" e "Homem na Estrada", contidas em Raio X Brasil foram as primeiras de rap "alternativo" a serem executadas na rádio. No ano seguinte, uma coletânea chamada Racionais MC's foi lançada pela RDS Fonográfica reunindo as faixas dos três álbuns anteriores
Em 1993, no Rio de Janeiro, MV Bill participou da coletânea Tiro Inicial, que foi crucial para que seguisse na carreira de rapper. Mas seu primeiro álbum, Traficando Informação, só viria em 1999. Com esse álbum, MV Bill recebeu o Prêmio Hutúz de 2000, na categoria álbum do ano.
Também no Rio de Janeiro e em 1993, surgiu o Planet Hemp, liderado por Marcelo D2 com uma espécie de rapcore, misturando elementos do rap com reggae e rock. Seu primeiro álbum, intitulado Usuário, recebeu disco de ouro por 140 mil cópias vendidas. A sua temática foi bastante repreendida pelas autoridades da época, que censuraram o videoclipe de "Legalize Já", acusado de apologia ao uso da maconha. A maconha era tema recorrente nas letras do Planet Hemp, que possuía uma postura favorável à sua legalização.
Nessa mesma época, surgia Gabriel o Pensador com a demo "Tô Feliz (Matei o Presidente)", que foi censurada cinco dias após o lançamento. Apesar disso, logo depois o rapper assinou com a Sony Music e lançou o seu primeiro álbum homônimo, que alcançou grande sucesso no mainstream com músicas como "Lôrabúrra", "Retrato de um Playboy" e "175 Nada Especial", sendo que a última possuía um videoclipe vinculado na televisão com a participação de diversas personalidades, como o jogador de futebol Ronaldo.
Ainda naquele ano em São Paulo, o Facção Central, principal nome do gangsta rap brasileiro,participou da coletânea Movimento Rap Vol. 2 e no ano seguinte lançou o álbum de estreia Juventude de Atitude, de 1994. Com uma temática muito mais pesada que a da maioria dos grupos de rap da cena paulista, o Facção Central trata na totalidade de sua discografia sobre a violência, crime, pobreza e repressão policial nas favelas de São Paulo. O álbum Versos Sangrentos de 1999, foi um dos mais polêmicos. As composições fortes de Eduardo combinadas com o videoclipe de "Isso aqui é uma Guerra" vinculado na MTV, tiveram suas gravações confiscadas pelo Grupo de Atuação Especial de Repressão ao Crime Organizado, tendo sua exibição proibida pelo Ministério Público, que abriu um processo contra os integrantes. O assessor de Direitos Humanos do Ministério Público de São Paulo, Carlos Cardoso, por sua vez declarou: "O grupo prega uma luta de classes primitiva. O casamento da letra com as imagens resulta num filme de horror absurdo." Este fato acabou trazendo ainda mais popularidade para o grupo e sua temática principal, que hoje é considerado um dos maiores nomes do rap nacional.
Além desses casos, o rap já foi centro de diversas outras polêmicas por causa de composições, como em 1992, em que o grupo de rapcore Pavilhão 9 causou controvérsia com o lançamento do álbum de estreia Primeiro Ato. Uma música intitulada "Otários Fardados" fez com que os integrantes fossem alvo de ameaças telefônicas anônimas.
O Realidade Cruel do interior paulista, é outro nome importante da cena do hip hop de São Paulo, seu primeiro álbum Só Sangue Bom foi lançado em 1999, com uma temática agressiva, semelhante ao Facção Central. Diversos outros grupos paulistas de grande importância para o rap nacional surgiram na década de 1990, entre eles Face da Morte, Detentos do Rap, Pavilhão 9 e Sistema Negro.
Nessa década também emergiu a cena hip hop no Distrito Federal, destaque para as bandas com o selo da Gravadora Discovery: Cirurgia Moral, Câmbio Negro, Código Penal, entre outras.
Em 1997, os Racionais MC's lançaram o álbum Sobrevivendo no Inferno, considerado a obra definitiva da banda com os seus maiores sucessos contidos, foi eleito pela Rolling Stone como o décimo quarto melhor disco brasileiro de todos os tempos e vendeu mais de 1,500,000 cópias, sendo 200 mil apenas no mês de lançamento. Hits como "Capítulo 4, Versículo 3" e "Diário de um Detento", apareceram na MTV com apresentação ao vivo no VMB e videoclipe vinculado na programação, respectivamente.

### Década de 2000
Em 2000 Rota de colisão lança seu Single pela 4P Discos e a música Ideias de periferia ....2002 o rapper Sabotage proveniente da Zona Sul de São Paulo lançou seu álbum de estreia Rap é Compromisso pela gravadora Cosa Nostra. Sua carreira promissora chegaria ao fim já em janeiro de 2003, quando ele foi assassinado
Em 2002 Também Campo Minado lança o CD Jogando com o Inimigo e a PM De São Paulo retira a música das programações das Rádios .

Em 2003 Marcelo D2 lança seu segundo álbum A Procura da Batida Perfeita, que rapidamente tornou-se um sucesso entre o grande público e o levou a fazer versões acústicas de suas músicas para a MTV.

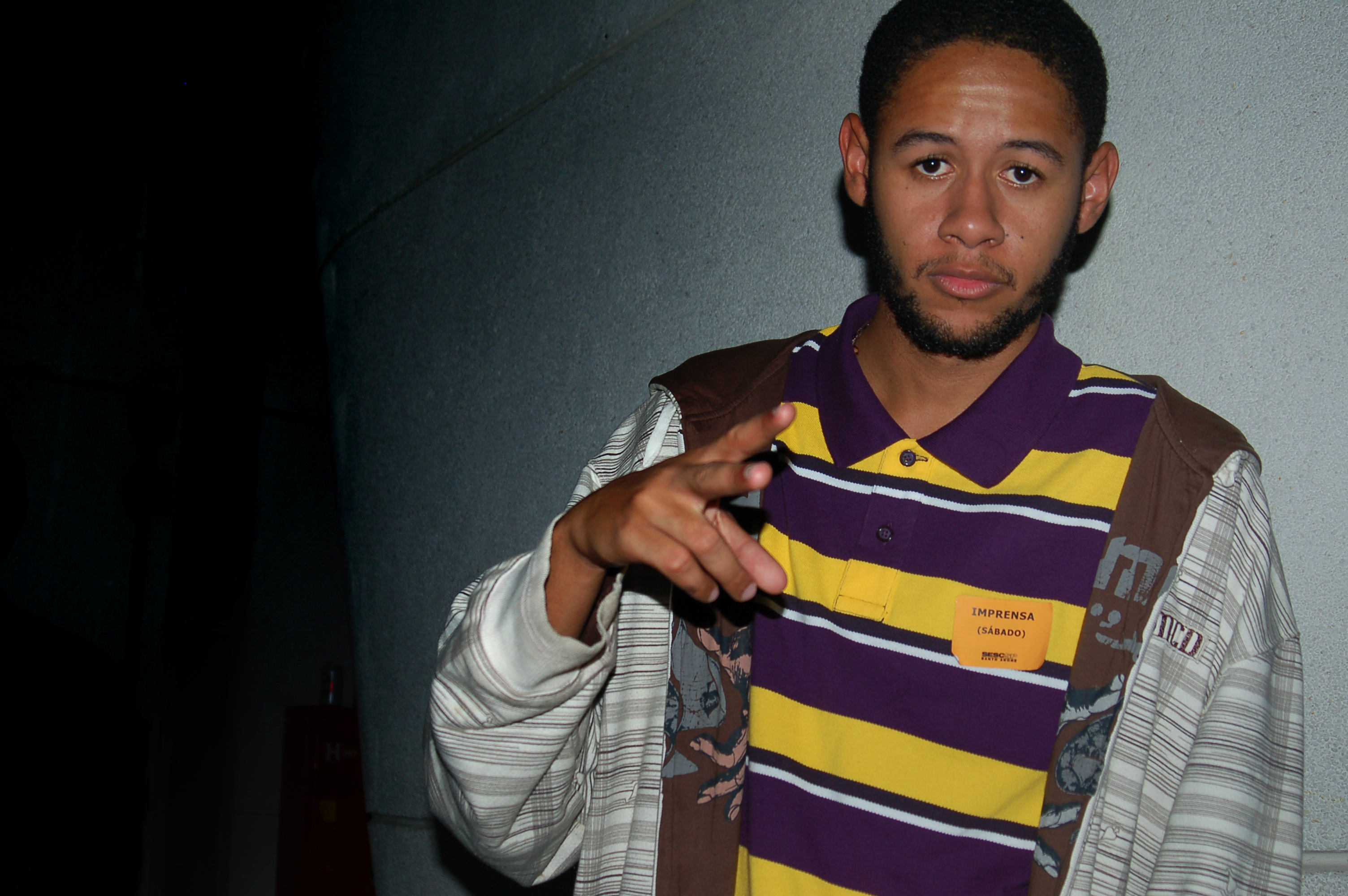
Emicida e mais outros MC's da cena paulista como Projota ou Rashid contribuíram a renovar o hip hop brasileiro, com estilos diferentes

Nessa década, a cena do Hip hop brasiliense também cresceu e continuou a expandir gradualmente, logo dando origem a novos rappers e grupos.
Quinto Andar foi um grupo de Niterói, no Rio de Janeiro formado em 1999 e dissolvido em 2005. Lançou em 2005 seu único álbum, Piratão. Além de ser responsável por lançar muitos dos grandes nomes da atualidade como Shawlin, Kamau, De Leve e Marechal, o álbum foi responsável pelo desenvolvimento de uma nova linha de produção de hip hop no Brasil, com suas críticas irreverentes ao poder da indústria fonográfica sobre os artistas de música, seu modo de produção. Faça você mesmo auto-gestivo, e a própria sonoridade das canções, que agregava elementos atuais da música eletrônica pouco utilizados pelos produtores de hip hop do Brasil até então.No mesmo ano, o grupo concorreu ao Prêmio Hutúz - o mais importante do rap brasileiro - na categoria Revelação, mas acabou perdendo para Sabotage. Em 2005, o grupo fez parceria com a revista OutraCoisa, de Lobão, e lançou seu único álbum, Piratão, com destaque para as faixas "Rap do Calote" e "Melô do Piratão". Após o lançamento se dissolveram por motivos contraditórios. Alguns dizem que foi porque os rappers Marechal, De Leve preferiram seguir carreira solo; outros que foi o DJ Castro, e outros Shawlin.
Em 2007 emergiu no Rio de Janeiro o ConeCrewDiretoria com a mixtape Ataque Lírico. Com uma temática semelhante ao Planet Hemp, posteriormente o grupo gozaria de sucesso significativo no final da década, mostrando-se um dos grupos mais conhecidos da cena carioca no período, título que divide com o Oriente.

### Era atual: Auge da cena paulista
Artistas consolidados e respeitados como Racionais MC's, MV Bill, GOG seguem nesta época sua carreira artística. Por outra parte, o carioca Marcelo D2, com sua fusão samba-rap, conseguiu relevância internacional, atuando em vários países da Europa, nos Estados Unidos e sendo entrevistado pelo jornal espanhol El País.
Nos anos finais da década dos anos 2000, apareceu uma nova cena paulista que contribuiu para renovar o hip hop brasileiro em todos os âmbitos. Com estilo ágil e letras mais variadas (não só sobre crime e condições de vida em subúrbios e favelas) mas mantendo o espírito underground e a consciência social, artistas vinculados a "Laboratório Fantasma" como o Emicida, Filipe Ret, Rashid, Projota, Criolo Doido ou Kamau são os nomes mais destacados desta nova geração paulista. Alguns desses artistas, como o Emicida, começaram sua carreira artística nas batalhas de MC's. A participação do Emicida no Programa do Jô evidenciou o fato do rap brasileiro ter ganhado um importante espaço na mídia e na sociedade brasileira, presente diversas vezes na lista trending topic mundial no Twitter.

## Estilos
No Brasil existem diversos estilos derivados do rap. Os que abordam temática mais relacionada com a periferia e o modo de vida, o sistema, a polícia, e os mais populares são Racionais MC's, MV Bill, e GOG. Facção Central faz parte de uma vertente mais contundente, também chamada de gangsta rap e é junto com os grupos acima, um dos mais populares. Outras bandas do mesmo estilo são Consciência Humana, Sistema Negro, Face da Morte, A286, Realidade Cruel e Cirurgia Moral.
Todos rappers e todas as bandas, com raras exceções, tem pouco espaço considerável na mídia brasileira, algumas das exceções são MV Bill; e, mais recentemente, Projota e Emicida. Há também um rap popular, cantando por músicos cariocas em sua maioria, com exemplos de Marcelo D2 e Gabriel, O Pensador, em raps que abordam temas diferentes.
A presença de Mc’s versáteis ( adequam a vários estilos musicais ) no cenário nacional possibilitou uma maior visibilidade do “Rap” no Brasil.Dentre eles, Fabio Brazza é um dos que se destaca por englobar rimas com elevado grau de referências e lírica em demasiados gêneros musicais diferentes, participando de músicas com artistas populares como Anitta e Thiaguinho.Juntamente a ele,o cantor Rincón Sapiência retrata temas de cultura africana, realidade social brasileira, mas não somente isso, trabalhando com a metalinguagem para falar do Rap pelo Rap, de uma maneira descontraída e extremamente lúdica caracterizada pela presença de beats acelerados e letras contagiantes.
O Trap foi um dos estilos que teve uma crescente nos últimos anos dentro do cenário do Rap nacional e das batalhas de rimas, ele utiliza de versos e rimas em diferentes métricas além de Beats e samples agressivos além do uso frequente de autotune, em suas letras destaca-se as referências a entorpecentes, sexo e dinheiro, traçando um paralelo com a realidade em sua maioria negra marginalizada pela sociedade. Alguns nomes destacam-se como Raffa Moreira, Matuê, Jovem Dex, Recayd Mob, Sidoka, Teto, todos com mais de milhões de ouvintes mensais no Spotify.